# Хайдер, Марк
Марк Хайдер (англ. и нем. Marc Heider; род. 18 мая 1986, Сакраменто, Калифорния) — немецкий футболист, нападающий клуба «Шпортфройнде».

## Биография
Родился в 1986 году в городе Сакраменто, штат Калифорния, в семье военного лётчика и первые несколько месяцев жизни провёл в США. В детстве хотел пойти по стопам отца, но не мог этого сделать из-за проблем со зрением. Воспитанник немецкого футбола, профессиональную карьеру начал в сезоне 2005/06 в составе клуба Регионаллиги «Оснабрюк», за который сыграл 16 матчей и забил 2 гола. Параллельно также выступал за «Оснабрюк II» в Оберлиге.
В 2006 году подписал контракт с клубом «Вердер», за фарм-клуб которого выступал следующие три сезона — 2006/07 и 2007/08 в Регионаллиге, сезон 2008/09 в Третьей лиге (первый розыгрыш турнира). За основной состав «Вердера» не играл. В 2009 году перешёл в другой клуб Третьей Бундеслиги «Хольштайн». В сезоне 2009/10 занял с клубом 19 место и следующие три сезона провёл в Регионаллиге. По итогам сезона 2012/13 «Хольштайн» стал победителем группы Nord и в результате победы в стыковых матчах над клубом «Гессен-Кассель» (2:0; 2:1) вернулся в Третью Бундеслигу. Хайдер отметился забитым голом в ответном стыковом матче. В сезоне 2014/15 занял с командой третье место в лиге и принял участие в стыковых матчах за выход во Вторую Бундеслигу, однако по итогам двухматчевого противостояния «Хольштайн» уступил клубу «Мюнхен 1860» со счётом 1:2. В 2016 году вернулся в «Оснабрюк», с которым стал чемпионом Третьей Бундеслиги в сезоне 2018/19. С 2018 года был капитаном команды.

## Достижения
«Хольштайн»
- Победитель Регионаллиги (зона «Север»): 2012/13
- Обладатель Кубка Шлезвиг-Гольштейн: 2013/14

«Оснабрюк»
- Победитель Третьей Бундеслиги: 2018/19
- Обладатель Кубка Нижней Саксонии: 2016/17